# Cho Man-sik
Cho Man-sik (kor. 조만식) (ur. 1 lutego 1883 w Chungsan-gun, Korea, zm. w październiku 1950 (?) w Pjongjangu (?)) – koreański działacz niepodległościowy z okresu okupacji japońskiej (1910- 1945), lider demokratycznej opozycji przeciw Kim Ir Senowi. Ze względu na swoje przekonania i metody walki politycznej jest nazywany Koreańskim Gandhim.

## Młodość i działalność do lata 1945
Cho Man-sik urodził się w 1883 roku w prowincji P’yŏngan Południowy (ob. Korea Północna). Odebrał staranne wykształcenie, m.in.: pomyślnie zdał w szkole średniej egzaminy z matematyki oraz do 1913 studiował język angielski i prawo Japonii. Tam też po raz pierwszy spotkał się z poglądami Mahatmy Gandhiego, co w najbliższych latach miało wielki wpływ na Man Sika.
Już w młodości Cho Man-sik rozpoczął aktywną działalność, np. angażując się w koreańskiej wspólnocie chrześcijańskiej. Jednak w 1910 Japonia dokonała aneksji Korei i młody Cho zaczął sympatyzować z ruchem niepodległościowym. W 1919 wziął udział w marszu protestacyjnym zorganizowanym przez organizację niepodległościową Ruch Pierwszego Marca. W związku z tym został aresztowany i rok więziony przez Japończyków.
Po wyjściu na wolność Cho Man-sik ponownie spotkał się z poglądami Gandhiego walki bez użycia siły i pod ich wpływem zdecydował się prowadzić podobną strategię przeciw okupantom. Dzięki temu dość szybko zyskał miano Koreańskiego Gandhiego. Zaczął także opowiadać się za zasadą samowystarczalności narodu i w tym celu powołał Towarzystwo Promocji Koreańskich Produktów. Towarzystwo miało w swym założeniu przekonywać Koreańczyków do kupowania produktów krajowych i w ten sposób wzbudzać i umacniać ich tożsamość narodową.
W latach 20. Cho angażował się w podziemną działalność, udzielając się m.in. w tajnym koreańskim uniwersytecie. W 1932 Cho Man-sik został redaktorem, a potem także dyrektorem czasopisma „Chosun Ilbo”. Swoją działalność antyjapońską utrzymał niemal do samego końca II wojny światowej.

## Działalność w okupowanej Korei
W sierpniu 1945 rozpoczęła się radziecka ofensywa od północy na Półwysep Koreański. 25. Dywizja Armii Czerwonej szybko posuwała się do przodu, a równoczesne sukcesy sił aliantów zachodnich na Pacyfiku, przesądzały o tym, że Japonia nie zdoła utrzymać swoich wpływów w Korei. Z tego też powodu, japoński gubernator rezydujący w Pjongjangu poprosił Cho Man-sika, aby zorganizował komisję, która przejęłaby kontrolę i utrzymała porządek w północnej część Korei, gdyż Japończycy przestawali kontrolować sytuację. Cho tę propozycję przyjął i zaczął organizować lokalne władze, złożone niemal wyłącznie z działaczy prawicowych. Z kolei 17 sierpnia Cho stanął na czele Komitetu Odbudowy Narodowej, który sprawować miał władzę administracyjną.
Po zajęciu północnej części Korei przez Armię Czerwoną Cho Man-sik wraz z Komitetem (przemianowanym na Ludowy Komitet Polityczny i ze zmienionym nieco na korzyść komunistów składem) teoretycznie utrzymał władzę, ale w praktyce LKP nie mógł działać, gdyż faktyczne rządy sprawowali Rosjanie. Władze okupacyjne z kolei szykowały się już do powolnego oddania władzy w ręce swojego człowieka – Kim Ir Sena.
Ponieważ Kim był człowiekiem właściwie w Korei nieznanym, Cho Man-sik – cieszący się dużą popularnością, – wobec prośby Rosjan, osobiście przedstawił Koreańczykom „bohatera narodowego”. Cho zgodził się na to, gdyż liczył na pewną swobodę działania w powołanym niedawno (jako swego rodzaju nowa mutacja LKP) Biurze Administracyjnym Pięciu Prowincji. Przedstawienie Kim Ir Sena nie wypadło tak, jak sobie życzyli Rosjanie i z tego powodu okupanci zdecydowali się na tymczasowe utrzymanie, a nawet pewne poszerzenie, demokracji w swojej strefie okupacyjnej.
Dzięki temu 3 listopada Cho powołał własną partię – Demokratyczną Partię Korei. Nowa partia miała charakter zdecydowanie prawicowy i stała się główną siłą polityczną, co nie podobało się radzieckiej administracji. Z tego też powodu w Pjongjangu czekano na dogodny pretekst aby wyeliminować z życia politycznego Cho Man-sika.
Tymczasem w grudniu tegoż roku odbyła się konferencja w Moskwie, na której zdecydowano o okupacji Korei przez 5 lat nim uzyska niepodległość. Decyzja ta spotkała się z dezaprobatą Cho Man-sika, który mimo nacisków Rosjan i Kim Ir Sena nie zaaprobował postanowień konferencji. W odpowiedzi na to władze radzieckie zdecydowały w styczniu 1946 o zamknięciu granicy z południową częścią Korei. Cho Man-sik nie mając innego wyjścia 8 lutego ustąpił ze stanowiska przewodniczącego Biura Politycznego i szybko został osadzony w areszcie domowym, nadal jednak wyrażał swój sprzeciw wobec Rosjan i koreańskich komunistów.
Po aresztowaniu lidera Partii Demokratycznej, nic nie stało już na przeszkodzie, aby rozprawić się z pozorami demokracji. Partia Cho została zinwigilowana przez komunistów, którzy też szybko objęli ster władzy w partii (liderem został Choi Jong-kun) i uczynili z niej marionetkową przybudówkę dla Komunistycznej Partii Korei. Także od tego momentu partia znana jest jako Socjaldemokratyczna Partia Korei.
Mimo odosobnienia, Cho w 1948 starał się jeszcze o elekcję w czasie wyborów na stanowisko wiceprezydenta, ale wpływy komunistów były już zbyt duże i wybory zakończył się jego porażką. W areszcie Cho Man-sik przebywał najprawdopodobniej do października 1950, gdy podczas kontrofensywy amerykańskiej w trakcie wojny koreańskiej, został zamordowany przez komunistów.